# Ribamondego
Ribamondego es una freguesia portuguesa del concelho de Gouveia, con 6,48 km² de superficie y 338 habitantes (2001). Su densidad de población es de 52,2 hab/km².